# Haus der Technik (Königsberg)

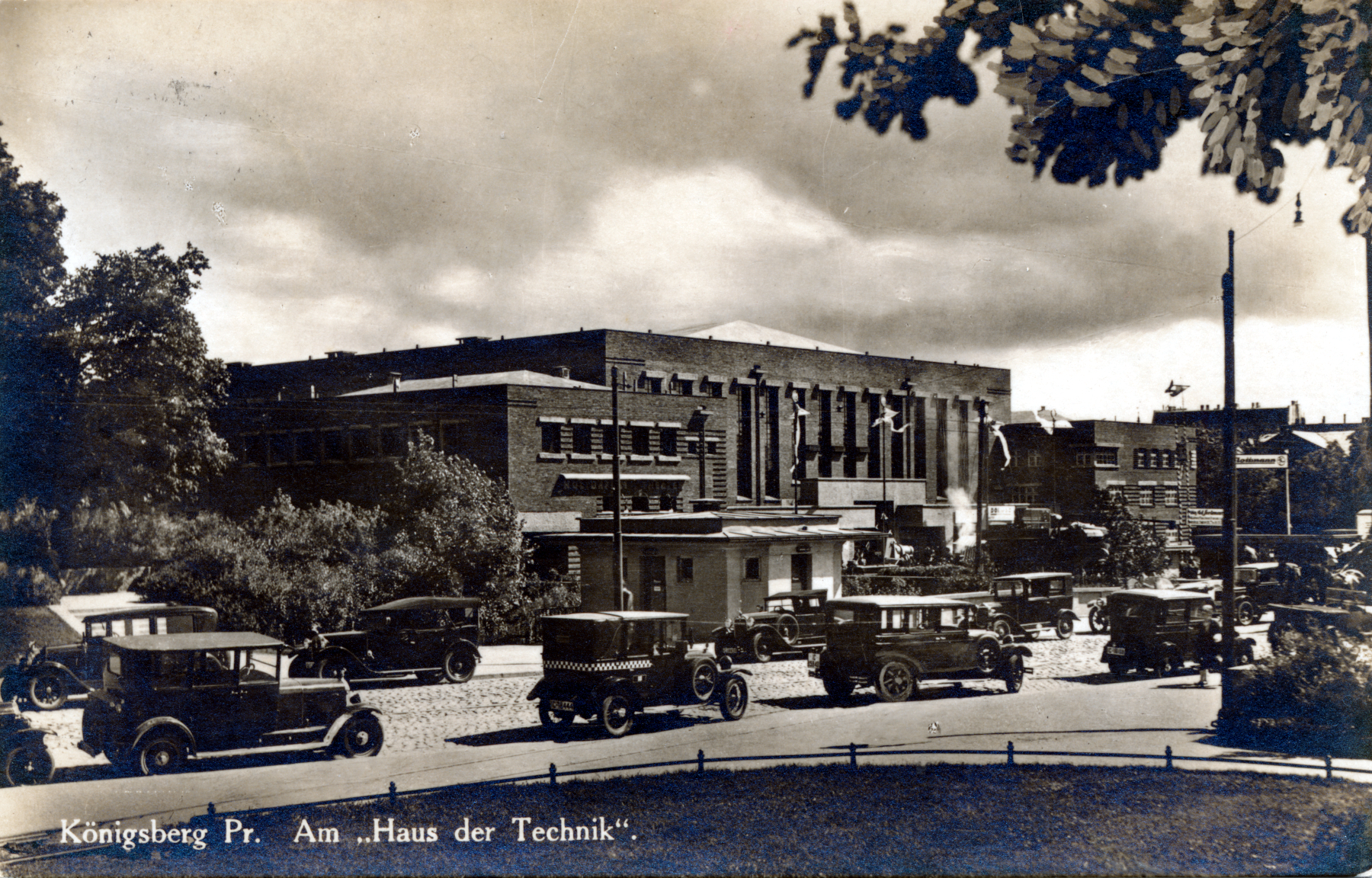
Neubau

Das Haus der Technik, gebaut 1924/25 vom Architekten Hanns Hopp, war eine Ausstellungshalle für landwirtschaftliche Maschinen auf dem Messegelände der Deutschen Ostmesse in Königsberg. Mit seinen ausdrucksstarken, in dunkelrotem Backstein verkleideten Baukörpern und dem in Sichtbeton gestalteten Portal ist das Haus der Technik eines der herausragenden Gebäude des Expressionismus in Deutschland. Nach Beschädigung des Daches im Zweiten Weltkrieg wurde das Gebäude nach 2004 wieder instand gesetzt. Es wird heute als Einkaufszentrum genutzt.

## Architektur
Der Architekt Hanns Hopp, der als angestellter Architekt des Königsberger Meßamtes für alle Entwurfsplanungen der Deutschen Ostmesse verantwortlich war, entwarf ab 1923 das Haus der Technik als große Ausstellungshalle für landwirtschaftliche Maschinen. Wie die übrigen Messegebäude lag auch das Haus der Technik in den alten Wallanlagen. Es besaß einen Eisenbahnanschluss, um auch große Maschinen in die Halle einbringen zu können. Nach Ende der Inflation konnte das Gebäude 1924/25 errichtet werden. Hopp entwarf einen großen zentralen Baukubus mit flachem Walmdach, dort befand sich die große Halle. An allen vier Ecken waren kleinere zweigeschossige Kuben vorgelagert, die unterschiedliche Funktionen hatten. Dort gab es ein Kino, das Büro der Verwaltung, ein Restaurant und schließlich noch das Architekturbüro von Hopp sowie seine eigene Wohnung. Hopp legte mit dem Haus der Technik einen herausragenden Beitrag zur expressionistischen Architektur in Deutschland vor. Mit seiner dunkelroten backsteinernen Hülle und den als Kontrast eingesetzten Details in hellem Sichtbeton wirkt das Gebäude sehr ausdrucksstark. Besonders innovativ war das in Sichtbeton gearbeitete völlig neuartige Portalmotiv, das in der Architekturgeschichte kein direktes Vorbild hat. Der Bildhauer Hermann Brachert schuf für das Haus der Technik eine Hausmarke am Eingang: die Figur eines Arbeiters mit einem mächtigen Zahnrad. Von Ernst Filitz stammen zwei weitere Figuren von Arbeitern, einer mit einem Hammer, der andere neben einer Maschine stehend.
1933 wurde das Gebäude in Schlageter-Haus umbenannt und diente in der Vorkriegszeit häufig als Veranstaltungsort für propagandistische Kundgebungen des Regimes. Am 25. März 1938 eröffnete Hitler dort mit einer Massenkundgebung seine Deutschlandreise im Vorfeld der Volksabstimmung über die „Wiedervereinigung Österreichs mit dem Deutschen Reich“ am 10. April 1938.

## Nachnutzung

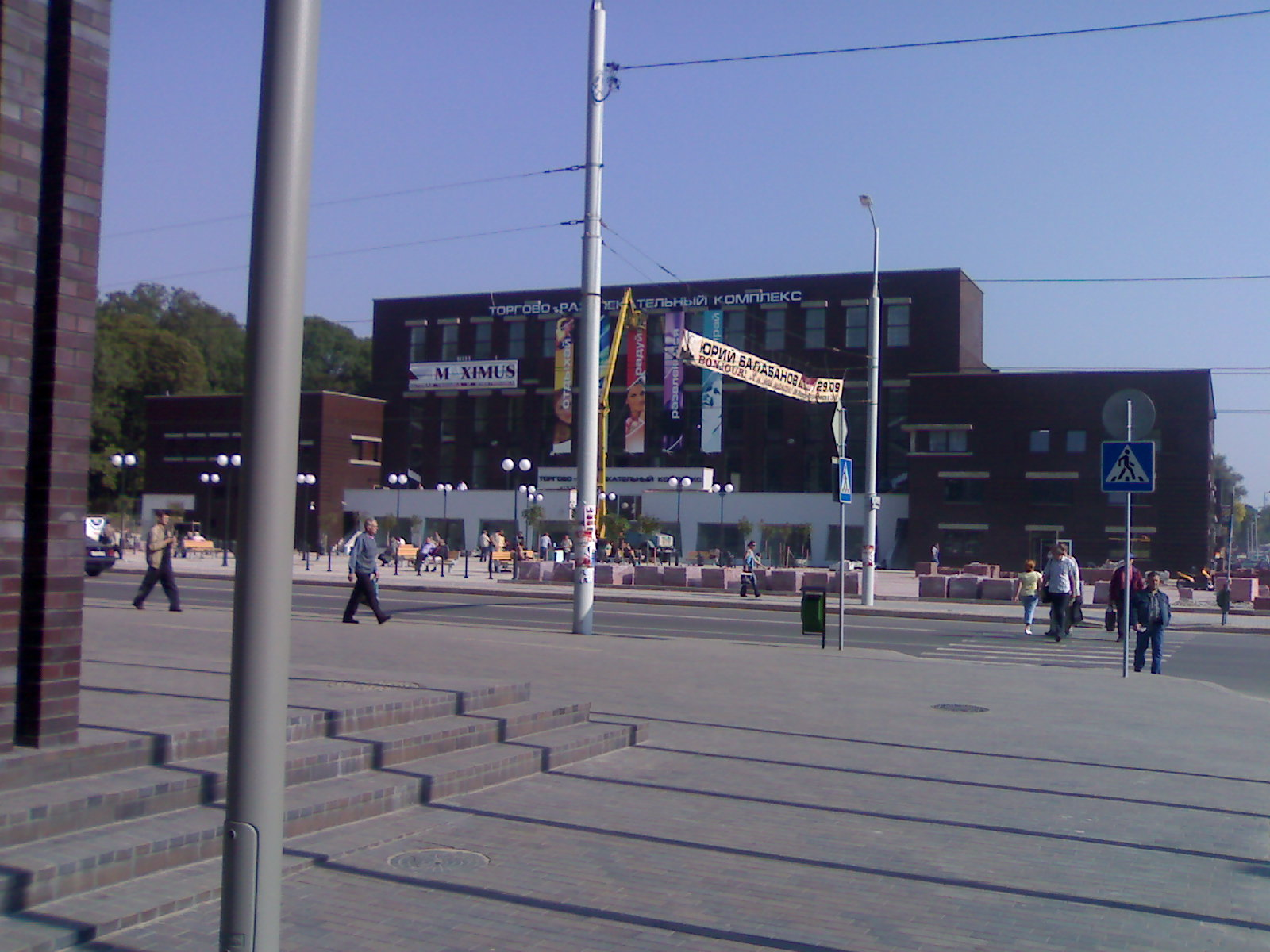
Zustand 2008

Im Verlaufe des Zweiten Weltkriegs stürzte das Dach ein. Das Gebäude bestand dann nur noch in seinen Außenmauern und wurde daraufhin lange Zeit als offener Marktplatz genutzt. 2004 wurde es von der Stadt an eine Kaliningrader Investitionsgesellschaft versteigert mit der Auflage, das Haus zu restaurieren, zu sanieren und in ein Warenhaus mit bewachtem Parkplatz, Cafés und einem reichhaltigen Dienstleistungsangebot umzuwandeln. Dies ist zum Teil schon verwirklicht.